# Uromunna nana
Uromunna nana är en kräftdjursart som först beskrevs av Nordenstam 1933.  Uromunna nana ingår i släktet Uromunna och familjen Munnidae. Inga underarter finns listade i Catalogue of Life.